# Metopius quadrifasciatus
Metopius quadrifasciatus är en stekelart som beskrevs av Michener 1941. Metopius quadrifasciatus ingår i släktet Metopius och familjen brokparasitsteklar. Inga underarter finns listade i Catalogue of Life.